# John Harrison
John Harrison [džón hêrison], angleški tesar, urar in izumitelj, * 24. marec 1693, Foulby pri Wakefieldu, grofija Yorkshire, Anglija, † 24. marec 1776, London.
John Harrison je znan predvsem po izumu prvega praktično uporabnega kronometra, ki je omogočil zanesljivo določanje zemljepisne dolžine pri morski plovbi. Ker je s tem omogočil pravi razcvet britanskega pomorstva, ga je angleški parlament nagradil z 20,000 funti, kar bi danes naneslo približno 3,65 milijona evrov. 
Na anketi 100 Največjih Britancev, ki jo je leta 2002 izvedla televizijska hiša BBC, je Harrison zasedel 39. mesto. 

## Začetki
Harrison se je rodil v številni družini, v kateri so se vsi imenovali John, Henry ali Elizabeth. Čeprav se nam takšno pomanjkanje imen danes zdi nekoliko čudaško, pa v tedanji Angliji očitno ni bilo. John Harrison je bil tako hkrati sin, vnuk, brat in stric Henryja, Elisabeth pa so bile njegova mati, sestra, obe ženi, hči in tri snahe. Zato ni čudno, da zgodovinarji do danes niso mogli do kraja razčistiti, kdo izmed Johnov je pravzaprav tisti, ki se ga je kasneje prijelo ime »Zemljepisna dolžina«. Bil je najstarejši sin od petih tesarjevih otrok. Njegova družina se je kmalu po njegovem rojstvu preselila v Barrow v Lincolnshire. Izučil se je za mizarja, sam se je naučil brati in pisati, igral je na violo, uglaševal je zvonove in nekaj časa dirigiral cerkvenemu zboru. V prostem času pa je gradil in popravljal ure. Zgodba pravi, da je pri šestih letih, ko je preboleval koze, za igračo dobil uro. Ure in ure je poslušal njeno bitje in raziskoval njene gibljive dele. Dandanes učenjaki temu ne verjamejo, ker so bile tedaj stenske in zapestne ure še zelo drage, Harrisonova družina pa ni bila preveč bogata.

## Urarstvo
Kje in kako si je Harrison lahko pridobil urarsko znanje, ostaja skrivnost, saj tedaj daleč naokoli ni bilo nobenega urarja, ki bi mu bil pri tem lahko pomagal. Bil je zelo spreten in s svojimi spretnostmi je izboljševal ure že med njihovo izdelavo. Svojo prvo uro je izdelal leta 1713. Njen mehanizem je bil lesen. Nekaj let kasneje je naredil še dve. Čeprav so te ure, ki so se ohranile, pravi mojstrski in celo umetniški mizarski izdelki, v urarskem pogledu ne izstopajo. Z njimi pa si je Harrison pridobil sloves spretnega urarja in leta 1720 je dobil naročilo za uro v stolpiču graščine v Brocklesby Parku. Ta ura je povsem jasno pokazala, kako dober urar je bil Harrison. Kjerkoli se je dalo, se je ognil uporabi jekla, ker bi rjavenje uro pač lahko pokvarilo. Ure s kotvo, nadzorne naprave za koračno razbremenjevanje njene gonilne moči, tudi ni bilo treba mazati, ker so bili vsi njeni drseči deli skoraj brez trenja narejeni iz tropskega lesa lignum vitae, ki sam izloča vso potrebno maščobo. Ura neprekinjeno teče že 270 let in za nekaj časa so jo ustavili le med njeno obnovo leta 1884. Vsaka ura na nihalo je občutljiva na spremembo temperature, ker se z njo spreminja dolžina nihala. Sprememba ni velika. Pri vsakem nihaju (približno 100.000-krat na dan, število je seveda odvisno od dolžine nihala) pa se k skupni napaki prišteje še dodatna malenkost. Zato ura lahko v dnevu zaostane za več kot 4 sekunde na vsako stopinjo temperaturne spremembe. Harrison se je leta 1726 napaki izognil z bimetalnim nihalom in izdelal kompenzacijsko nihalo, ki so ga izmenično sestavljale medeninaste in jeklene palice, tako da so se različni temperaturni raztezki in skrčki obeh kovin med seboj izničevali. Podobno kompenzacijsko nihalo z živim srebrom je leta 1721 skonstruiral tudi George Graham, znameniti londonski urar. Harrisonove ure s temperaturno kompenziranimi nihali in s še nekaterimi izboljšavami so tekle skoraj neverjetno natančno. Odstopale so le kako sekundo na mesec. Določanje natančnosti takšnih ur ni ravno lahko, saj njihova odstopanja povzroča  kroženje Zemlje okrog Sonca. Povprečni čas mehanske ure je s Sončevim časom mogoče uskladiti le s časovno enačbo. V današnjem času elektronskih in atomskih ur se napaka sekunde na mesec morda sliši veliko, toda takrat so najboljše ure tekle le minuto na dan natančno.

## Kronometer
Angleški parlament je po Newtonovem poročanju o meritvah zemljepisne dolžine na morju sprejel Zakon o zemljepisni dolžini, ki je obljubil velikansko nagrado 20.000 funtov iznajditelju uporabne metode določanja zemljepisne dolžne na ½ minute natančno, 15 tisoč funtov za ⅔ stopinje oziroma 10 tisoč za 1 stopinjo. Razpisana nagrada je povzročila pravo poplavo izumov. Urar Jeremija Thacker je predlagal kronometer. Ime za natančno navigacijsko uro si je izmislil, ko je nekoč zajedljivo tolmačil prismuknjene predloge, ki jih je dobivala parlamentarna komisija. Ime se je prijelo, njegov kronometer pa ni in ni hotel teči dovolj natančno, čeprav je bil pred neprijaznim okoljem na ladji zavarovan s steklenim zvonom. 
Izdelave kronometra se je seveda lotil tudi Harrison in leta 1728 je odšel v London. S seboj je vzel modele svojih izumov v naravnih velikostih in risbe za predlagano pomorsko uro. Z njimi si je skušal priboriti nagrado za določevanje zemljepisne dolžine na morju. Sestal se je z Edmondom Halleyjem, tedanjim  kraljevim astronomom in članom Komisije za dolžine, ter mu predstavil svoje zamisli. Halley ga je napotil h Grahamu, zelo znanemu urarju in dobremu človeku. Njegova stenska ura bi vsekakor zadostila parlamentarnemu Zakonu, če bi seveda preživela vožnjo z ladjo. Graham je imel o zamisli tako visoko mnenje, da je osebno dal Harrisonu celo izdatno denarno posojilo, s katerim se je lahko lotil dela. Leta 1735 je tako po petih letih dela naredil prvi prenosni kronometer, ki ga je poimenoval Harrison Number One ali krajše H1. Le-tega ni uravnavalo težno nihalo, saj se je namreč pokazalo, da slednje ni moglo dolgo ohraniti natančnega časa. Namesto težnega je tako uporabil sučno vzmetno nihalo. Masa ure je bila okoli 35 kg, spraviti pa jo je bilo moč v kockasto omaro s stranico 1,2 metra. Dostavil je uro Grahamu in ta ga je leta 1737 predstavil Kraljevi družbi, ki je Harrisona v njegovem imenu predstavljala pri Komisiji za dolžine. Komisija po 14 letih neuspehov ni verjela v takšno gradnjo in je zahtevala poskus na morju. Da bi jo preizkusili, je ministrstvo vojne mornarice ukazalo kapitanu Proctorju, poveljniku jadrnice Centurion, ki se je ravno odpravljala v Lizbono, naj vzame s seboj uro in njenega konstruktorja. Preskus ni minil brez težav, toda ne za kronometer: Harrisona je namreč ves čas poti dajala huda morska bolezen, Proctor je v Lizboni nepričakovano umrl, na poti nazaj pa bi ladja zlahka nasedla prav na tistem mestu, kjer je pred leti potonilo tudi angleško ladjevje admirala Clowdisleya Shovella, če Harrison kapitana Willsa, ki je zamenjal Proctorja, ne bi opozoril na navigacijsko napako. Na kapitana in navigatorja je natančnost ure seveda naredila velikanski vtis in sta jo v svojem poročilu zelo pohvalila. Pozneje se je pokazalo, da so njuni lastni izračuni kazali, da je bila ladja pri povratku v Anglijo 90 milj oddaljena od obale, H1 pa jih je pripeljal natančno pred obalo. Vendar pa to ni bila čezoceanska plovba, kakor je zahtevala Komisija za dolžine. Harrisona in njegov kronometer H1, je parlamentarna komisija sprejela z naklonjenostjo. Sam izumitelj pa z uro ni bil zadovoljen. Menil je, da je H1 sicer povsem spodoben kronometer, ni pa popoln. Če bi mu odobrili še dodatnih 500 funtov, bi v dosegljivem času izdelal še boljšega. H1 je Komisijo vseeno navdušil in je podelila Harrisonu 500 funtov za nadaljevanje njegovega dela. Harrison je začel izdelovati bolj grobo inačico H2, ki jo je končal leta 1741 po treh letih izdelave in dveh letih preskušanja na celini. Tudi z njim ni bil zadovoljen in imel je še veliko novih zamisli, kako napravo še izboljšati. Tedaj je bila Anglija med Vojno za avstrijsko nasledstvo v vojni s Španijo in urni mehanizem je bil vreden preveč, da bi ga pustili pasti v španske roke. Svojo obljubo ter prošnjo za denar je zato pač ponovil. Še enkrat so mu ustregli in mu podelili še dodatnih 500 funtov, da je počakal na konec vojne in začel izdelovati H3, toda tokrat je trajalo skoraj 20 let, da ga je dokončal. Ni jasno, zakaj je delo trajalo toliko časa, saj je bil Harrison delavec, ki ni poznal počitka. Za svoj najnovejši kronometer je izumil kroglične ležaje in nemirko z bimetalnim obodom, ki je, podobno kot nihala njegovih stenskih ur, neobčutljiva za temperaturne spremembe. H3 je bil leta 1759 najboljši kronometer dotlej, obenem pa je bil pol manjši in skoraj pol lažji od obeh svojih predhodnikov. Ker Harrison tudi z njim še ni bil zadovoljen, se je zgodba z odlogom in posojilom pred komisijo ponovila še tretjič, pet let kasneje pa je opustil izdelavo.
Leta 1749 je Harrison za svoje znanstvene dosežke prejel Copleyjevo medaljo Kraljeve družbe iz Londona.

## Stalne izboljšave in boji
Po tem je predlagal izdelavo dveh novih modelov, H4 in H5. Tokrat je komisiji leta 1760 predstavil uro, za katero je vedel, da je pravi ladijski kronometer. In še malo se ni zmotil. Obiskovalce Angleškega pomorskega muzeja v Greenwichu, kjer si je mogoče vse štiri kronometre ogledati, pogled na H4 navadno nekoliko zmede, saj je ta urarska mojstrovina videti kot povsem običajna, le nekoliko večja žepna ura. H4 je postal mojstrsko delo Harrisonovih konstrukcij, ki ga poznamo danes. Vsi prejšnji instrumenti so bile težke naprave za merjenje časa v najslabših vremenskih pogojih na morju, H4 pa je bil ličen instrument s premerom 133 mm in maso 1,45 kg. Za izdelavo H4 je Harrison, tedaj 68-leten, potreboval 13 let.
Po tolikih letih čakanja je v parlamentarni komisiji zanimanje za kronometre nekoliko upadlo. Vse bolj so postajale uporabne tudi Lunine tabele, Flamsteedovo in Newtonovo delo. Začeli so izdajati povsem uporabne Lunine tabele in mnogi so menili, da je vprašanje zemljepisne dolžine s tem rešeno. Kljub temu pa so H4 preskusili še na morju. Leta 1761 ga je zaupal sinu Williamu, ki je odplul na čezoceansko plovbo. Na ladjo Deptford, ki ji je poveljeval kapitan Diggers, so vkrcali kronometer in Williama, ker se stari urar glede na svoje slabe izkušnje s poti v Lizbono preskusa ure ni hotel udeležiti. Že kmalu po odhodu je na ladji izbruhnila huda kriza. Vse pivo na njej se je pokvarilo in kapitan ga je ukazal zliti v morje. »Ljudje morajo piti vodo,« je obupan zapisal v ladijski dnevnik. Toda William ga je lahko potolažil, češ da je Madeira, kjer bodo vodo lahko nadomestili z vinom, blizu. Ko se je otok naslednjega jutra res prikazal na obzorju, je to na kapitana Diggersa naredilo zelo velik vtis. Williamu se je takoj ponudil kot kupec prvega ladijskega kronometra, ki bi ga z očetom hotela prodati. Do Jamajke, pot je trajala celih 81 dni, je kronometer zaostal le za 5 sekund, lega ladje pa je odstopala le za 2 milji, ob povratku v Anglijo pa je skupna napaka znašala 2 minuti. Pri vrnitvi ladje je Harrison čakal na nagrado 20.000 funtov, Komisija pa mu jo je zavrnila, ker ni verjela, da natančnost ni bila zgolj srečno naključje. Zahtevala je še en poskus. Harrisonova sta bila besna in sta zahtevala svojo nagrado. Zadeva je prišla pred parlament, ki je za konstrukcijo ponudil 5.000 funtov. Zavrnila sta in načrtovala novo potovanje na Barbados, da bi utišala nerazumevajočo Komisijo.
V času poskusa je leta 1753 Tobias Mayer razvil še eno metodo za merjenje zemljepisnih dolžin na podlagi Luninih razdalj v takšni meri, da je bila primerna za preskušanje. Luna se je gibala dovolj hitro, skoraj 15° na dan in njeno gibanje so lahko merili zelo preprosto. Kot med Luno in Soncem za poljuben dan so primerjali s kotom Lune nad obzorjem in s tem so lahko izračunali »pravo lego« Lune, iz nje pa zemljepisno dolžino.
Pri Harrisonovemu drugem poskusu modela H4 so poprosili častitljivega Nevila Maskelynea, da je spremljal ladjo Tartar in preskušal metodo z Mayerjevo lunsko uro. Še enkrat se je H4 izkazal, saj je izmeril lego glavnega mesta Bridgetowna na jugozahodni obali otoka z napako, manjšo od 10 milj. Tudi Maskelyneove meritve z napako 30 milj niso bile slabe, vendar so potrebovale več dodatnega dela in računov. Z lunsko uro je bilo mogoče določiti lego natančno na štiri ločne minute, pri kronometru pa je bila meja samo ena ločna minuta. Leta 1765 so na sestanku Komisije predstavili rezultate. Spet niso mogli verjeti, da meritev ni bila le sreča in zadevo prepustili parlamentu, ki je ponudil 10.000 funtov. Medtem je H4 začel dolgoročno preskušati kraljevi astronom.
Na žalost so za kraljevega astronoma pri povratku iz Barbadosa izbrali Maskelynea, ki je predsedoval tudi Komisiji za dolžine. Zavrnil je poročilo o H4 in trdil, da je bila »nakopičena stopnja« ure, to je čas, za katerega je ura prehitevala ali zaostajala na dan, v bistvu nenatančnost. Ni dovolil njene masovne izdelave in uporabe za merjenje dolžin. S tem H4 ni zadovoljil zahtevam Komisije, čeprav se je v resnici izkazal dvakrat.
Harrison je začel izdelovati H5 še med preskušanjem H4, ko so kronometer poslali okoli sveta. Po treh letih je imel vsega zadosti. Tokrat se je obrnil za pomoč celo k samemu kralju Juriju III. Kralj je preskusil H5 osebno v palači. Ko je ura v desetih dneh zaostajala samo štiri in pol sekunde, je bil besen in je dejal, da bo Harrisona povzdignil v viteški red. Parlamentu je zagrozil, da jih bo grajal osebno, če ne dodelijo Harrisonu nagrade v celotnem znesku. Tako je Harrison leta 1773 končno le prejel nagrado.

## Uspeh in priznanje
Med prvimi, ki so se navdušili nad Harrisonovim kronometrom, je bil kapitan James Cook. Na svojo drugo pot se je odpravil z uro, ki jo je po Harrisonovem vzorcu leta 1770 izdelal urar Larcum Kendall, da bi se videlo, ali je izdelavo zapletenega mehanizma sploh mogoče ponoviti. Svoj model je imenoval K1. Kronometer je stal 450 funtov, kar je bilo takrat več, kot bi kak urar lahko zaslužil v desetletju. Po Cookovem mnenju je bil izdelek vreden svoje cene. Cook se nad ceno svojega kronometra ni zmrdoval, ker ga je pač dobil zastonj od kralja. Drugi kapitani pa takšne sreče niso imeli in v primerjavi s ceno knjige Luninih tabel in sekstanta, približno 20 funtov, je bila cena kronometra astronomska. Mayerjevo metodo Luninih razdalj bi lahko uporabljali še naslednjih sto let, toda kronometre so kmalu začeli izdelovati serijsko in že leta 1780, le eno leto po Cookovi smrti, je bila cena povsem spodobne navigacijske ure samo še 65 funtov, slabše pa so bile še cenejše. V primerjavi z Luninimi tabelami so se kronometri v praksi izkazali za boljše, čeprav so tabele uporabljali vse do konca 19. stoletja. Kapitan, ki po navadi ni rad računal, je običajno s kronometrom lahko določil zemljepisno dolžino dvakrat bolj natančno kakor z opazovanjem Lune. Če je bilo na ladji več kronometrov, kar je s padajočo ceno ur postajalo vse bolj pogosto, pa primerjave sploh ni bilo. Na ladji Beagle, s katero je Charles Darwin leta 1831 odplul na pot okoli sveta, je bilo tako kar 22 kronometrov: 11 jih je priskrbela mornarica, 6 jih je bilo v lasti kapitana FitzRoyja, 5 pa si jih je bil ta sposodil od znancev. FitzRoy je bil ob tem še odličen matematik.
Leta 1920 je nekdanji mornariški poročnik Rupert T. Gold našel model H1 in 13 let obnavljal Harrisonove ure v njihovo izvirno stanje. Njegovo zgodbo so leta 1999 posneli na filmu Dolžina (Longitude), Golda je zaigral Jeremy Irons, Harrisona pa Michael Gambon.